# Norawan (Armawir)
Norawan – wieś w Armenii, w prowincji Armawir. W 2011 roku liczyła 994 mieszkańców.